# Aurouër
Aurouër är en kommun i departementet Allier i regionen Auvergne-Rhône-Alpes i de centrala delarna av Frankrike. Kommunen ligger  i kantonen Yzeure som ligger i arrondissementet Moulins. År 2022 hade Aurouër 411 invånare.

## Befolkningsutveckling
Antalet invånare i kommunen Aurouër
Referens: INSEE